# 坎彭豪特
坎彭豪特（荷蘭語：Kampenhout，荷蘭語發音：[ˈkɑmpə(n)ɦʌu̯t]）是比利时弗拉芒大区弗拉芒布拉班特省哈勒-维尔福德区的一个市镇，北面和西面与东佛兰德省接壤，通行荷蘭語，是弗拉芒社群的一部分，面积33.49平方千米，人口11,898人（2018年1月1日）。